# هربرت فاغنر (مهندس)
هربرت فاغنر (بالألمانية: Herbert Wagner)‏ (و. 1900 – 1982 م) هو مهندس، وأستاذ جامعي من النمسا، وألمانيا، ولد في غراتس، توفي عن عمر يناهز 82 عاماً.

## التعليم
تعلم في جامعة برلين للتكنولوجيا، وتحصل منها على Doktoringenieur ‏ (حتى 1925)
.

## جوائز
حصل على جوائز منها:

خاتم لودفيغ براندتل